# Robiquetia succisa
Robiquetia succisa är en orkidéart som först beskrevs av John Lindley, och fick sitt nu gällande namn av Gunnar Seidenfaden och Leslie Andrew Garay. Robiquetia succisa ingår i släktet Robiquetia och familjen orkidéer. Inga underarter finns listade i Catalogue of Life.

## Bildgalleri

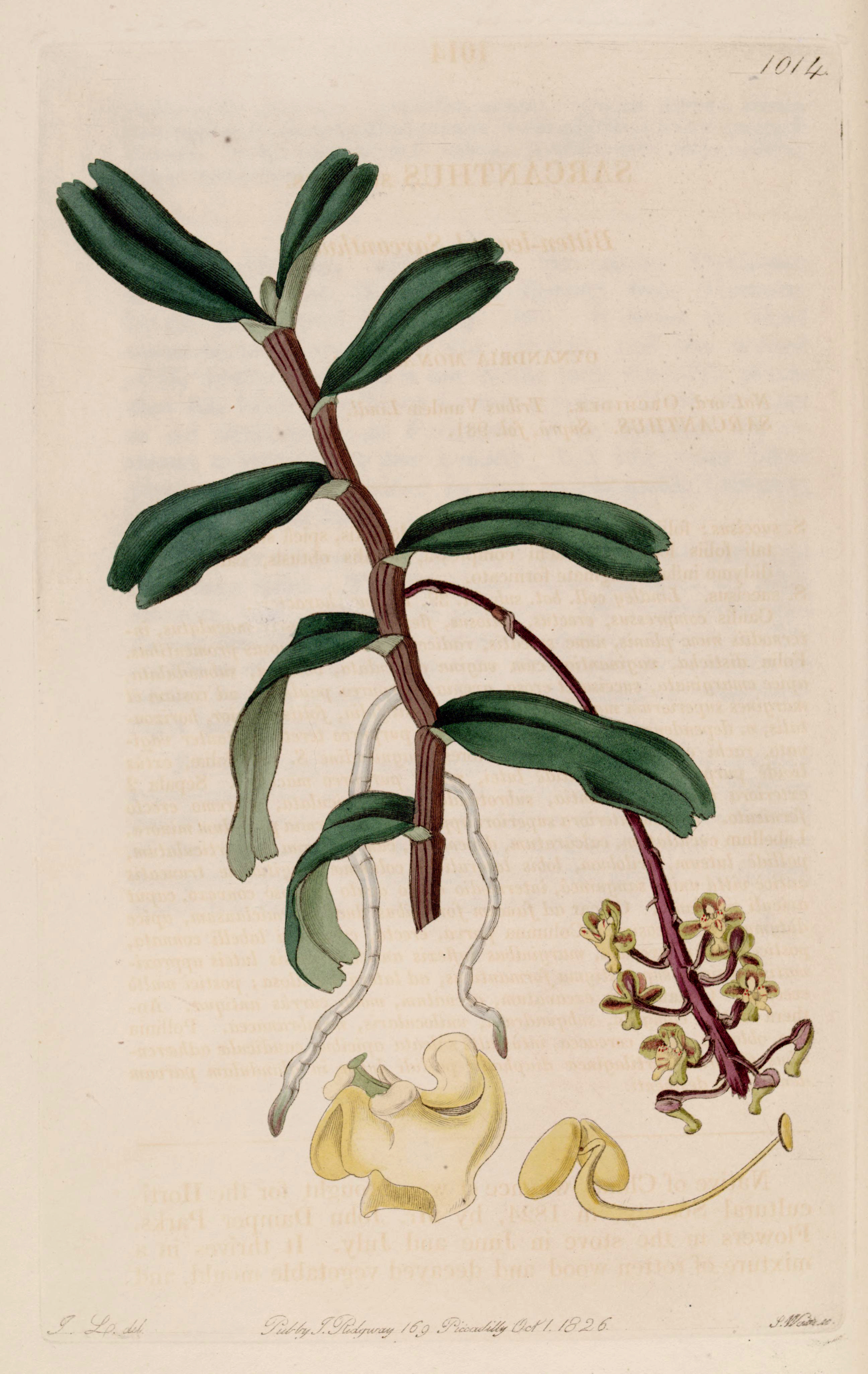